# Kurt Gödel
Kurt Gödel [kúrt gédl], avstrijsko-ameriški matematik, logik in filozof, * 28. april 1906, Brno/Brünn), Moravska, Češka (tedaj Avstro-Ogrska), † 14. januar 1978, Princeton, New Jersey, ZDA.

## Življenje in delo
Gödel je pri dvanajstih postal državljan Češkoslovaške, ko je razpadla avstro-ogrska monarhija. Pri 23. je postal avstrijski državljan. Ko je leta 1938 Hitler priključil Avstrijo k Tretjemu rajhu je z 32. postal nemški državljan. Po 2. svetovni vojni je pri 42. dobil ameriško državljanstvo.
Rodil se je očetu Rudolfu Gödlu, upravniku v tekstilni tovarni, in materi Marianne, rojeni Handshuh. V nemško govoreči družini je bil Kurt znan kot Der Herr Warum (Gospod Zakaj). Osnovno in srednjo šolo je obiskoval v Brnu in obe končal z odliko leta 1923. Najprej so ga zanimali jeziki, kasneje pa se je začel zanimati za zgodovino in matematiko. Njegovo zanimanje za matematiko se je še posebej povečalo leta 1920, ko je njegov starejši brat Rudolf (rojen 1902) odšel na Dunaj študirat medicino na Univerzo na Dunaju.
Najprej je želel študirati teoretično fiziko, vendar je potem študiral matematiko na Univerzi na Dunaju. Med študijem je spoznal svojo bodočo ženo Adele Nimbursky, rojeno Porkert. Začel je objavljati dela iz logike in v Bologni poslušal Hilbertova predavanja o popolnosti in neprotislovnosti matematičnih sistemov. Leta 1930 je doktoriral pod mentorstvom Hansa Hahna. Istega leta je postal tudi član Univerze na Dunaju.
Od leta 1938 je bil član Inštituta za višji študij v Princetonu do leta 1952. Leta 1940 se je preselil v ZDA in leta 1948 dobil ameriško državljanstvo. Od leta 1953 je poučeval kot redni profesor na Inštitutu za višji študij. 
Skupaj s Paulom Cohenom je ugotovil, da aksiomi standardne teorije množic ne omogočajo spoznanja ali je moč množice realnih števil enaka moči kontinuuma. Leta 1931 je postavil dva znana Gödlova izreka o nepopolnosti. Tedaj je kot 25 leten objavil v matematični reviji Monatshefte für Mathematik und Physik (vol. 38, 1931) članek O formalno neodločljivih stavkih Matematičnih načel in sorodnih sistemov (Über formal unentschiedbare Sätze der Principia Mathematica und verwandter Systeme). Prvi izrek pravi, da množica resničnih izjav neprotislovne logične teorije, ki vsebuje formalno aritmetiko, ni rekurzivno preštevna. Vsak neprotisloven sistem je nepopoln (oziroma, v vsakem neprotislovnem sistemu obstaja vsaj en resničen stavek, ki v tem sistemu ni dokazljiv). Drugi izrek trdi, da ni mogoče dokazati neprotislovnosti logične teorije, ki vsebuje formalno aritmetiko, znotraj nje same. Drugi izrek je Gödel dokazal za Aritmetiko, namreč da neprotislovnosti Aritmetike ne moremo dokazati drugače, kot da privzamemo neprotislovnost drugih višjih sistemov. Prvi izrek je dokazal najprej za Whitehead-Russlov sistem, opisan v njunem velikem delu Matematična načela, kasneje pa še splošno za poljubne neprotislovne sisteme. Nizu simbolov v Peanovem logičnem sistemu aksiomov, ki vsebuje aksiomatizacijo pojma naravnega števila, je pri dokazu 1. izreka povratno enolično priredil naravna števila, kar imenujemo Gödlovo oštevilčenje. Po njem se tako imenuje injektivna preslikava enačb, simbolov in končnih zaporedij enačb na podmnožico naravnih števil. S tem je dobil predstavitev sistema samega v sebi. Tako je nato z združitvijo znamenitega Cantorjevega diagonalnega postopka (sklepa) iz leta 1890, ki ga srečamo pri dokazu, da je realnih števil več kot naravnih in racionalnih, in paradoksa lažnivca, ki so ga poznali že Grki, pokazal, da v takšnem logičnem sistemu obstaja resnična izjava, ki ni izrek, izpeljiva iz aksiomov, ali pa je sistem protisloven. Ničesar ne pridobimo niti, če to izjavo dodamo aksiomom sistema. Tudi za tako razširjeni sistem velja 1. Gödlov izrek. Drugače povedano, vse matematike ne moremo zaobjeti z nobenim končnim sistemom aksiomov. V vsakem takem sistemu bodo ostali izrazljivi paradoksi, podobni paradoksu lažnivca ali Russllovem paradoksu, ki ga je uporabil pri dokazovanju protislovnosti Fregejevega logičnega sistema matematične gotovosti. Tako je Gödel naredil konec iskanju matematične gotovosti s tem, da je pokazal, da ne obstaja, in tudi ne more obstajati. V fiziki je podobno razmišljal leta 1926 Heisenberg z načelom fizikalne nedoločenosti. 
Leta 1949 je Gödel objavil članek kjer je prikazal model Vesolja, ki se oslanja na splošno teorijo relativnosti. V tem modelu je na osnovi relativnosti istočastnosti teoretično mogoče potovati v katerokoli področje preteklosti ali prihodnosti. Po njem mora biti izpolnjen edini pogoj, hitrost vesoljske ladje mora biti najmanj 70,7 % svetlobne hitrosti, kar pomeni okoli 800 milijonov km na uro. V letu 1951 je prikazal obstoj paradoksnih rešitev Eisteinovih enačb polja v splošni teoriji relativnosti. Svoj prispevek je dal Einsteinu kot darilo za njegovo sedemdesetletnico. Takšna »vrteča vesolja« bi omogočala časovno potovanje. Einstein je začel dvomiti o svoji lastni teoriji. Gödlove rešitve so znane kot Gödlova metrika.
Z njim se je na inštitutu v Princetonu največ pogovarjal Einstein. Gödel ga je pogosto spremljal na poti domov. Einstein ga je močno cenil kot znanstvenika. Rad je razpravljal z njim o osnovnih matematičnih vprašanjih, pa tudi o filozofskih in političnih problemih. Zelo ga je zanimalo Leibnizevo delo. Prišel je do zaključka da so nekatera njegova dela v zaroti zatrli.
Proti koncu življenja je imel Gödel obdobja duševne nestabilnosti in bolezni. Imel je obsesivni strah pred zastrupitvijo, tako da ni jedel prej, preden hrane ni poskusila njegova žena Adele. Kasneje leta 1977 je Adele odšla na zdravljenje v bolnišnico in ni več mogla okušati hrane zanj. V njeni odsotnosti ni hotel jesti, in je sam sebe stradal do smrti. Ko je umrl, je tehtal le približno 30 kg.

## Priznanja

### Poimenovanja
Po njem se imenuje asteroid glavnega pasu 3366 Gödel.